# Arméni (Lassithi)
Arméni, en grec moderne : Αρμένοι, est un village du dème de Sitía, en Crète, en Grèce. Selon le recensement de 2011, la population d'Arméni compte 273 habitants. Le village est situé à une altitude de 560 m et à une distance de 28,7 km de Sitía.

## Recensements de la population
| Recensements | 1900 | 1920 | 1928 | 1940 | 1951 | 1961 | 1971 | 1981 | 1991 | 2001 | 2011 |
| ------------ | ---- | ---- | ---- | ---- | ---- | ---- | ---- | ---- | ---- | ---- | ---- |
| Population   | 371  | 350  | 428  | 506  | 459  | 523  | 466  | 381  | -    | 338  | 273  |